# Viktoreanî, Luțk
Viktoreanî (în ucraineană Вікторяни, poloneză Wiktorzany) este un sat în comuna Ratniv din raionul Luțk, regiunea Volînia, Ucraina.

## Demografie
Componența lingvistică a localității Viktoreanî
     Ucraineană (100%)
Conform recensământului din 2001, toată populația localității Viktoreanî era vorbitoare de ucraineană (100%).